# Hypena munitalis
Hypena munitalis är en fjärilsart som beskrevs av Mann 1861. Hypena munitalis ingår i släktet Hypena och familjen nattflyn. Inga underarter finns listade i Catalogue of Life.